# 七省號巡防艦
七省號巡防艦（荷蘭語：De Zeven Provincien，舷號：F802），為荷蘭皇家海軍七省級巡防艦首艦，是荷蘭第八艘使用七省號命名的艦艇，七省的涵意為組成烏特勒支同盟的七個荷蘭省份，七省號亦是2艘具備指揮設施的七省級之一。

## 設計差異
七省號與姊妹艦川普號使用的127公厘艦炮為加拿大皇家海軍在1990年代升級部族級驅逐艦時所拆除的，此外，七省號艦上具備指揮設施。

## 艦史

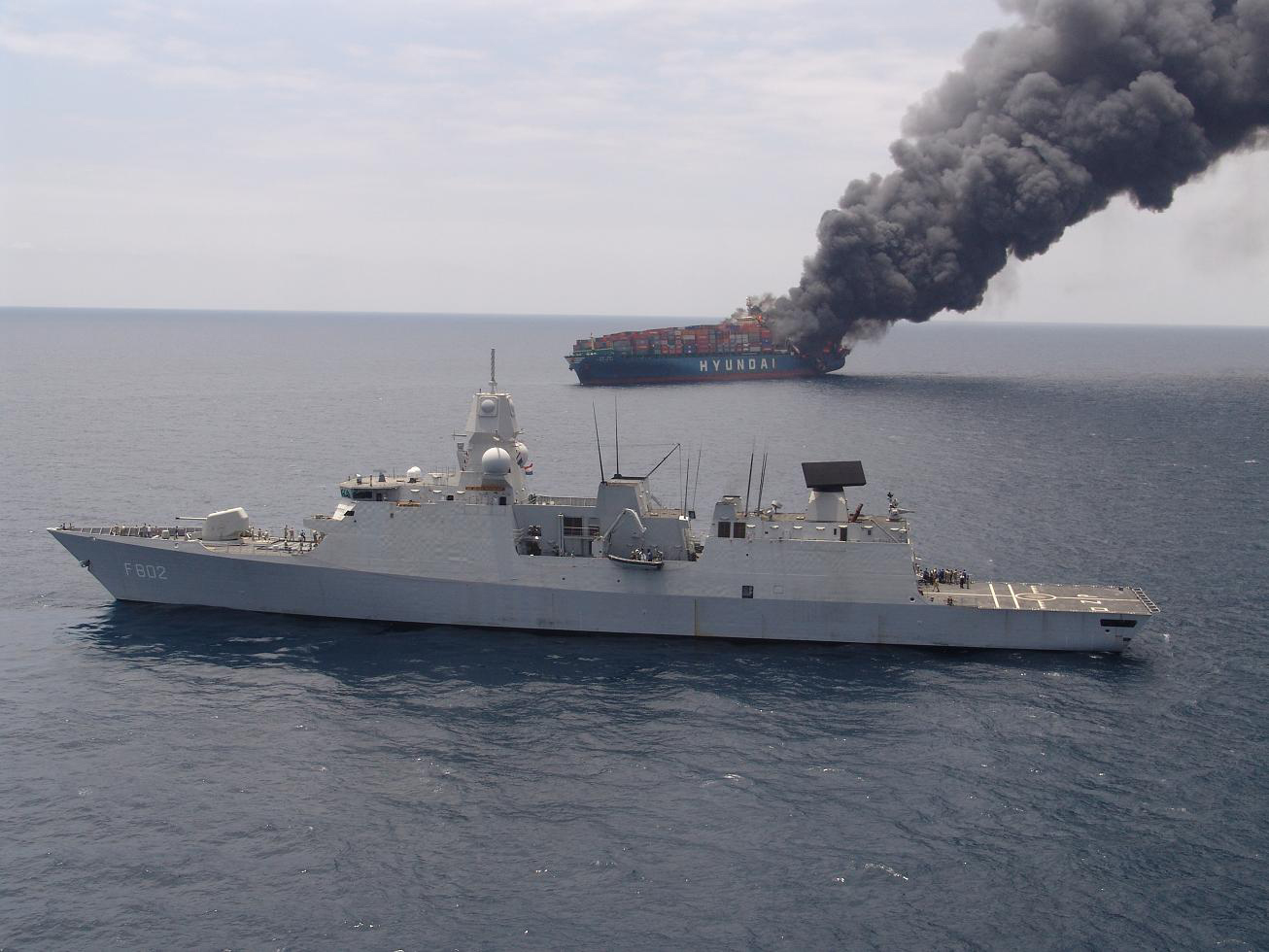
2006年3月21日，七省號救援一艘失火的韓國現代集團MV Hyundai Fortune號貨櫃輪（英语：MV Hyundai Fortune）。
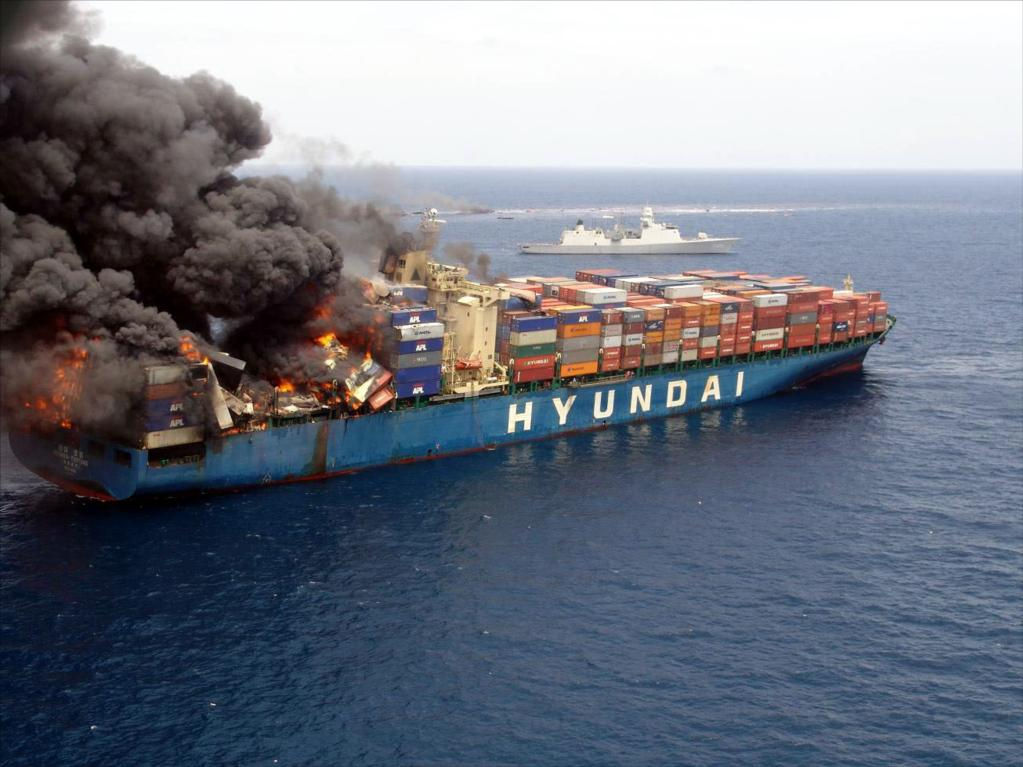
同上

2003年11月27日，七省號在距亞速群島附近大約200海里（370）的大西洋海域首次進行射擊測試，期間射擊了SM-2ER Block IIIA飛彈和ESSM飛彈，這是七省級首次進行ESSM的試射，這是ESSM飛彈首度由APAR相位陣列雷達進行照明，也是全世界首度以相位陣列雷達以間斷照明（Interrupted Continuous Wave Illumination，ICWI）的方式導控半主動雷達導引飛彈的紀錄，以下是詹氏資訊集團詹氏海軍世界（Jane's Navy International）敘述：
During the tracking and missile-firing tests, target profiles were provided by Greek-built EADS/3Sigma Iris PVK medium-range subsonic target drones. [...] According to the RNLN, ... "APAR immediately acquired the missile and maintained track until destruction". [...] These ground-breaking tests represented the world's first live verification of the ICWI technique.
概述：
靶機是由希臘製造的EADS提供的EADS/3Sigma Iris PVK中程次音速靶機...，荷蘭皇家海軍稱，APAR在靶機出現後立刻截獲目標，並持續保持追蹤直到靶機被擊落...，這些突破性的測試代表了ICWI的首次實際驗證。
2004年8月， 七省號與德國海軍薩克森級巡防艦薩克森號共同前往位於美國聖地牙哥木古角（Point Mugu）的飛彈測試場進行為時4個月的實戰演習。
2005年3月，在亞速群島以西大約180海里（330）的大西洋進行射擊，測試包含三個部分，第一課目中以一發標準SM-2 Block 3A飛彈攔截一架Iris PVK靶機，第二個課目發射一枚ESSM飛彈攔截另一架Iris PVK靶機，第三個課目則連續兩波發射飛彈來接戰兩架同時來襲的Iris PVK靶機，第一波發射兩枚SM-2 Block 3A防空飛彈，第二波發射兩枚ESSM短程防空飛彈，測試中，SM-2在距離船艦100公里以上的距離與靶機交錯，兩者距離2.4m，在SM-2近發引信的作用範圍內，但基於測試目的SM-2並未啟用引信。
2006年3月21日，註冊巴拿馬籍的現代集團MV Hyundai Fortune號貨櫃輪於葉門南方約60英里（97）的亞丁灣海域失火，正在附近海域支援美軍持久自由行動的七省號獲報馳援，成功救起MV Hyundai Fortune號上全部27人，其中1人受傷，該名傷患隨後送往法國海軍戴高樂號航空母艦。
2015年10月20日，七省號參與了美國海軍在彈道飛彈海上威脅（Maritime Theater Missile Defense，MTMD）論壇的海上展示（At Sea Demonstration，ASD）期間，於北大西洋英國蘇格蘭北部海域的赫伯瑞德測試場（Hebrides Range）進行的一次反彈道飛彈能力展示。

### 性能提升
2019年，七省號進行壽命中期升級（MLU），同年3月21日，荷蘭皇家海軍發布消息表示七省號換裝了全新的SMART-L MM/N主動相位陣列雷達，七省號的升級工程將在2020年完成並出海測試，成為歐洲首艘具反彈道飛彈監視能力的艦艇。
2020年6月，七省號完成升級工程並出海。

## 攝影集

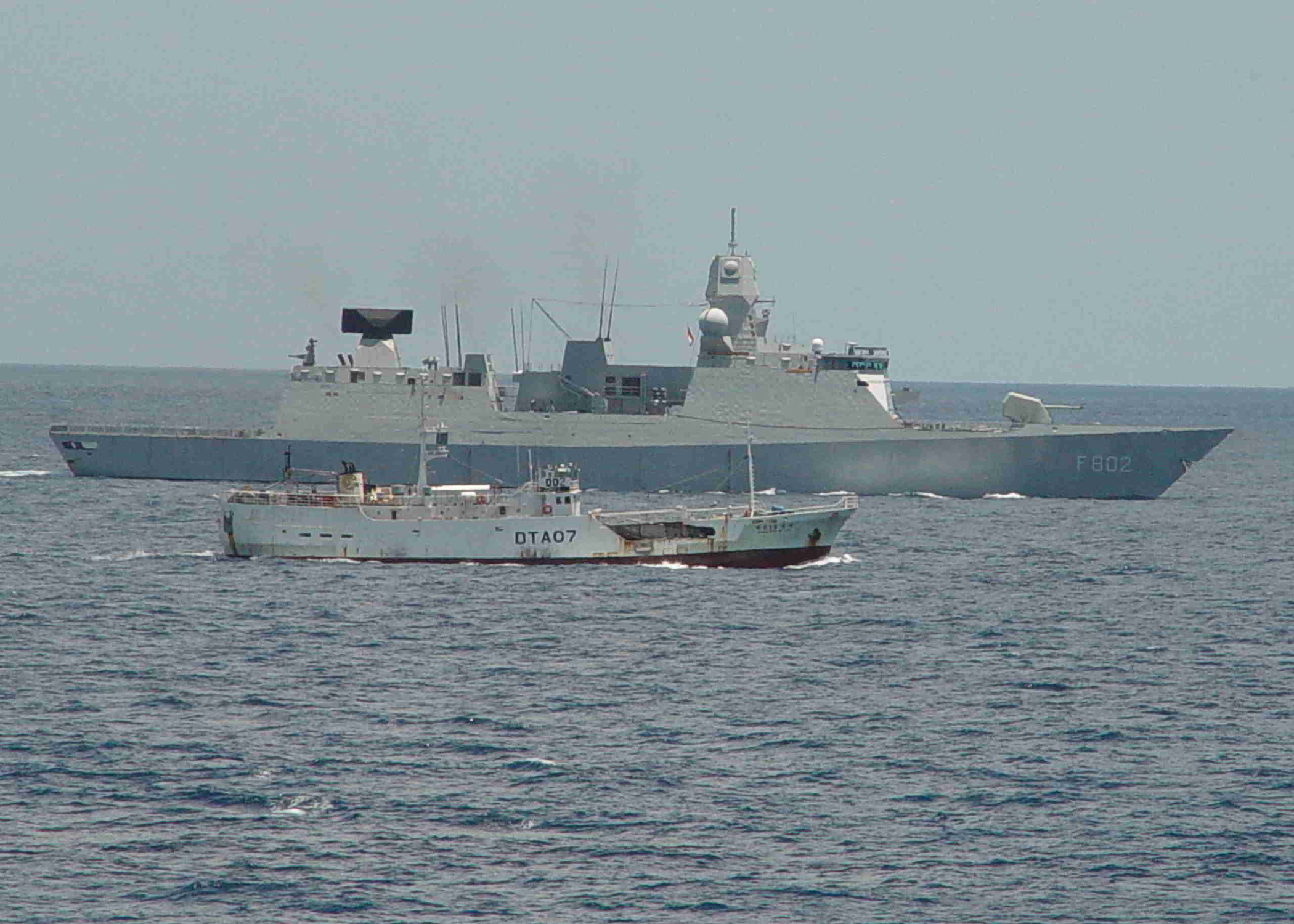
2006年4月4日於印度洋協助一艘懸掛韓國國旗的漁船Dong Won (628)
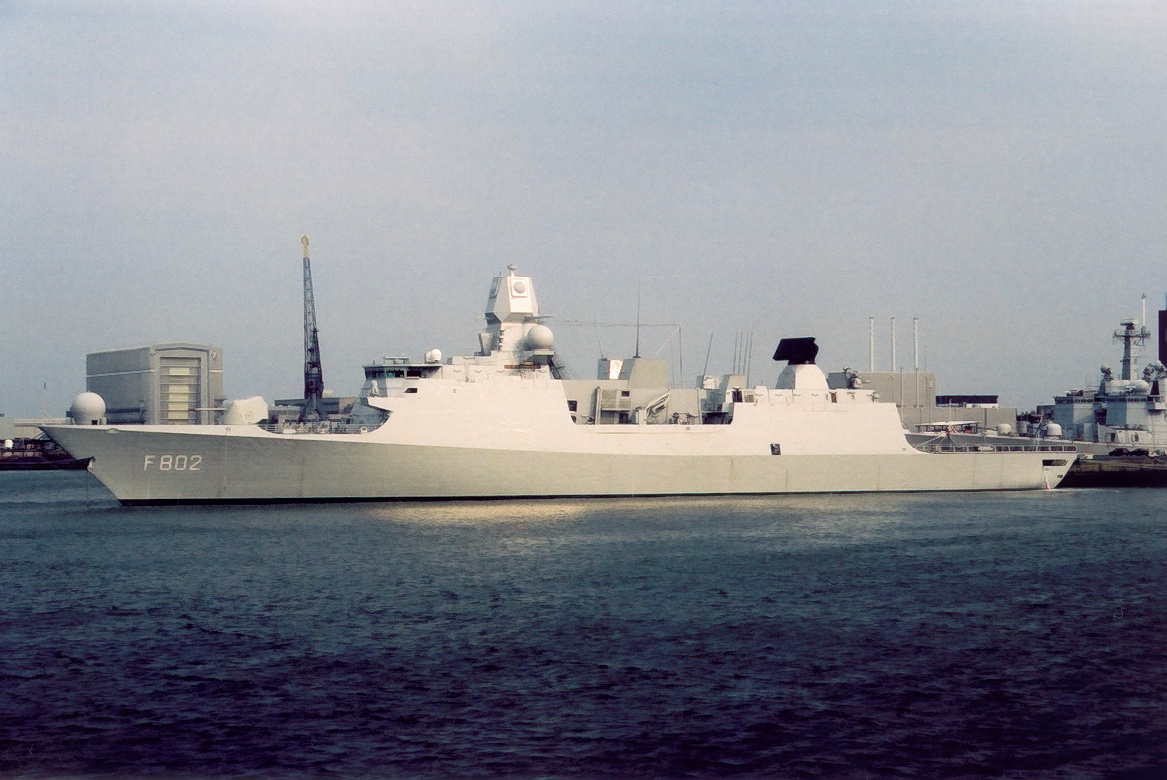
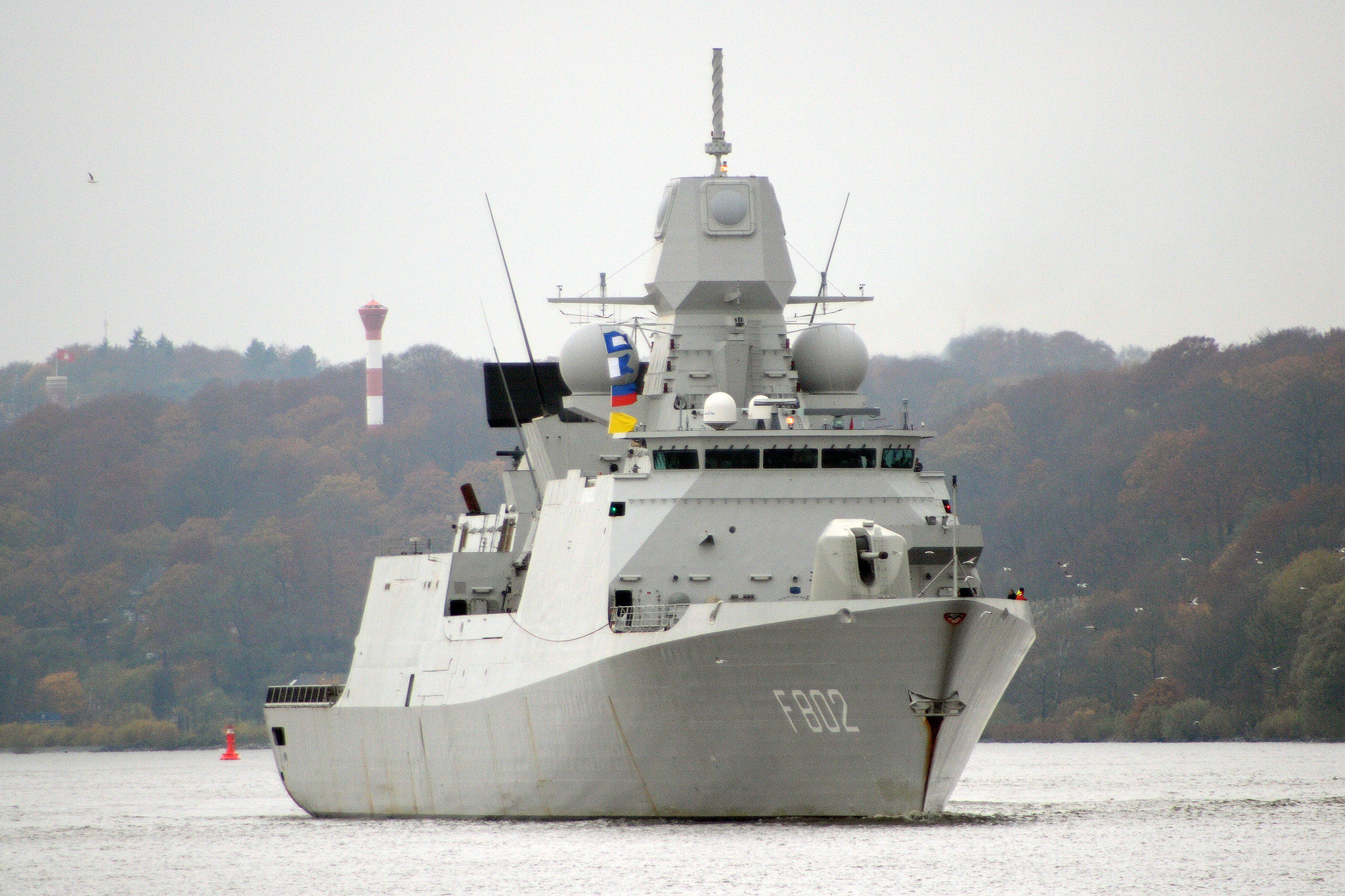
於德國漢堡的七省號，攝於2006年
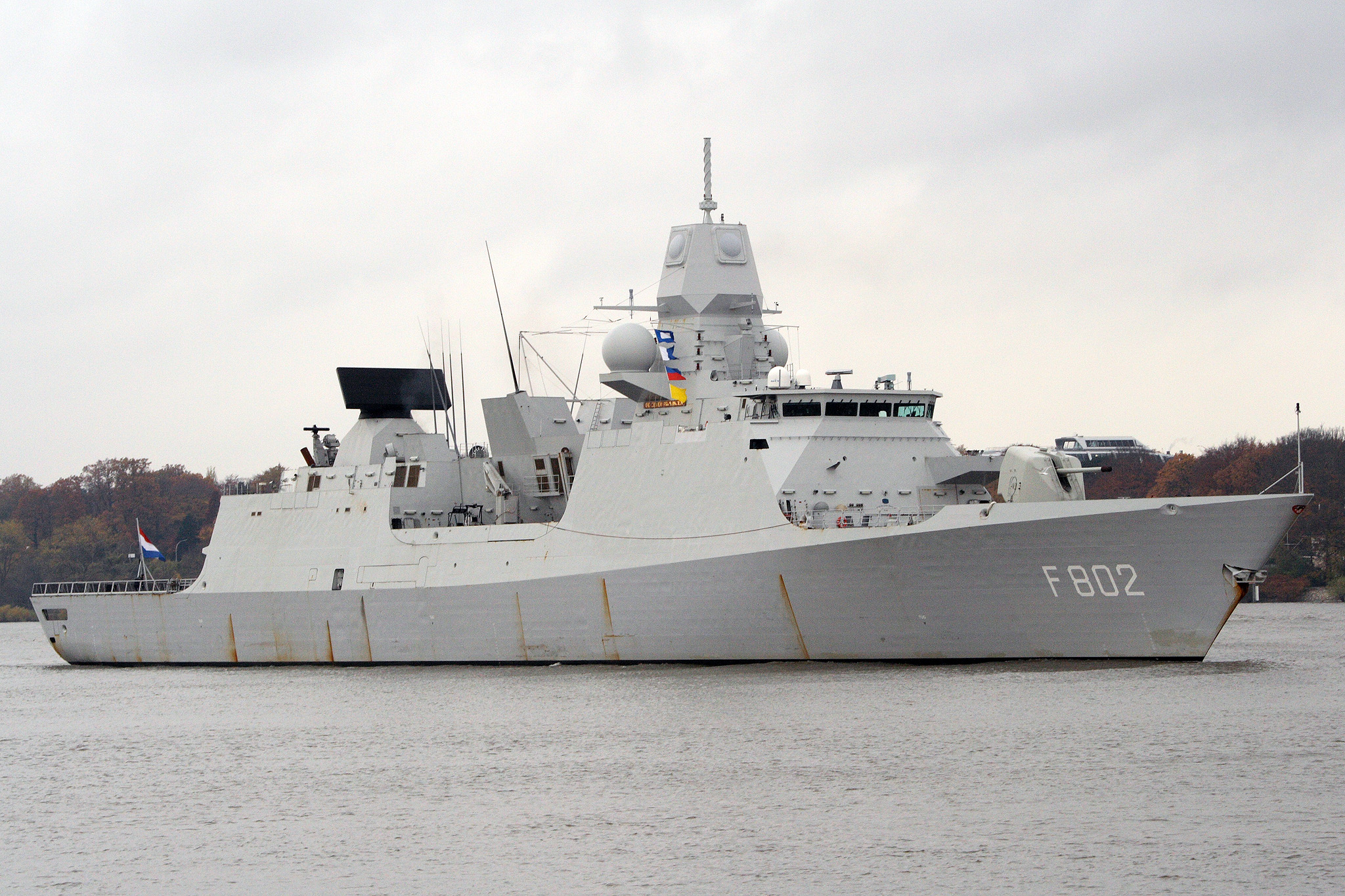
同上
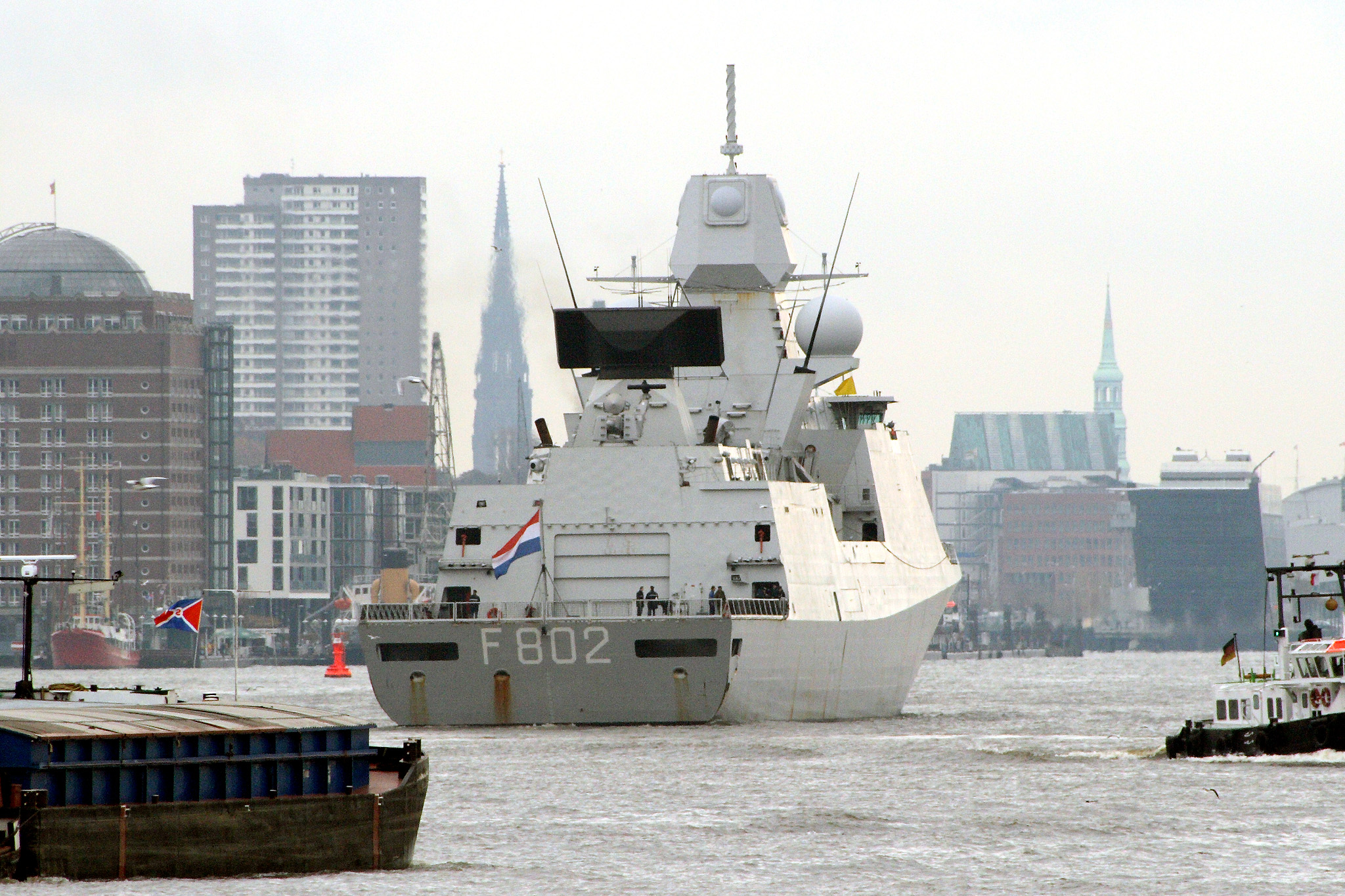
同上，艦艉寫真
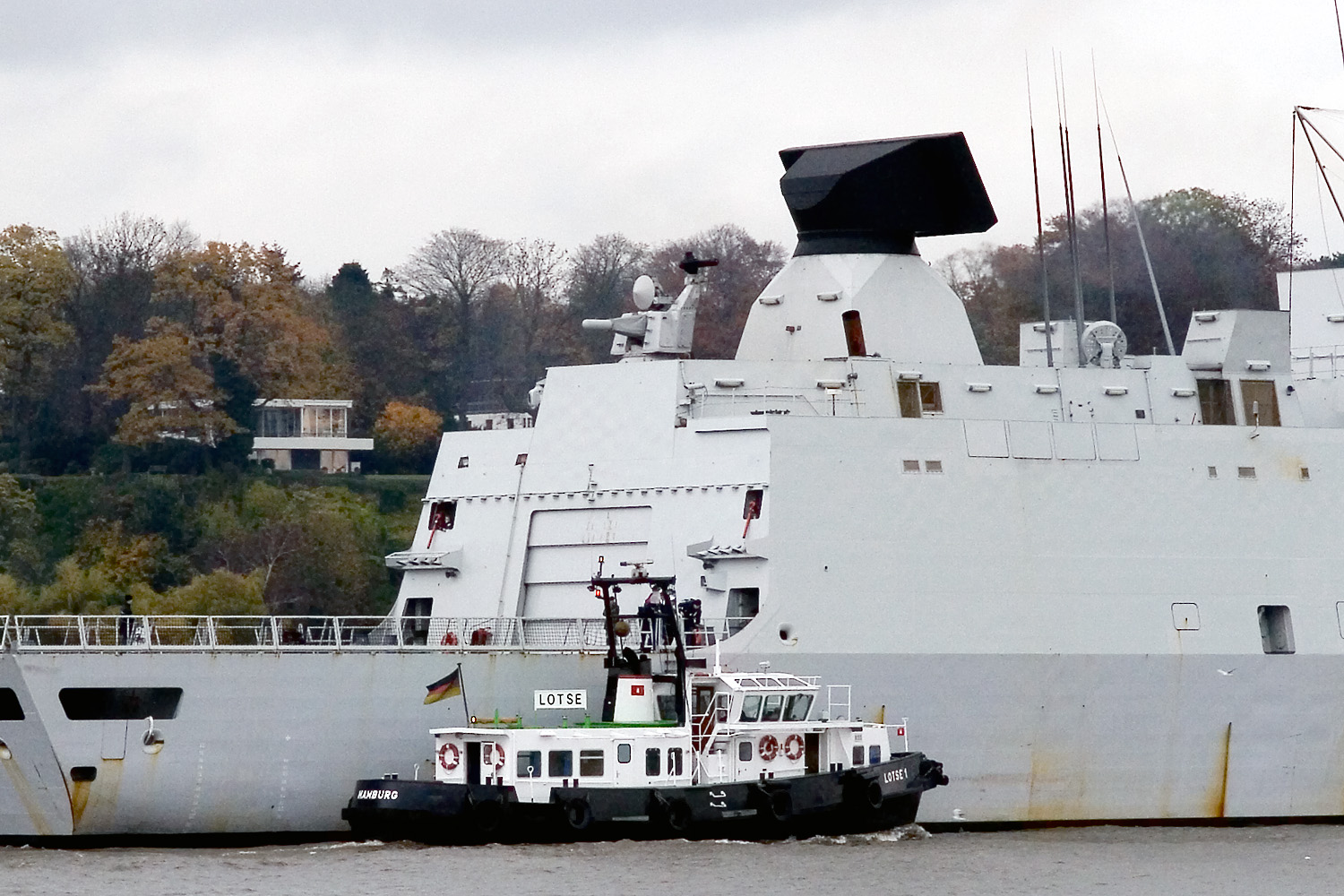
艦艉特寫，可看到設於機庫上方的門將近迫武器系統，攝於2006年
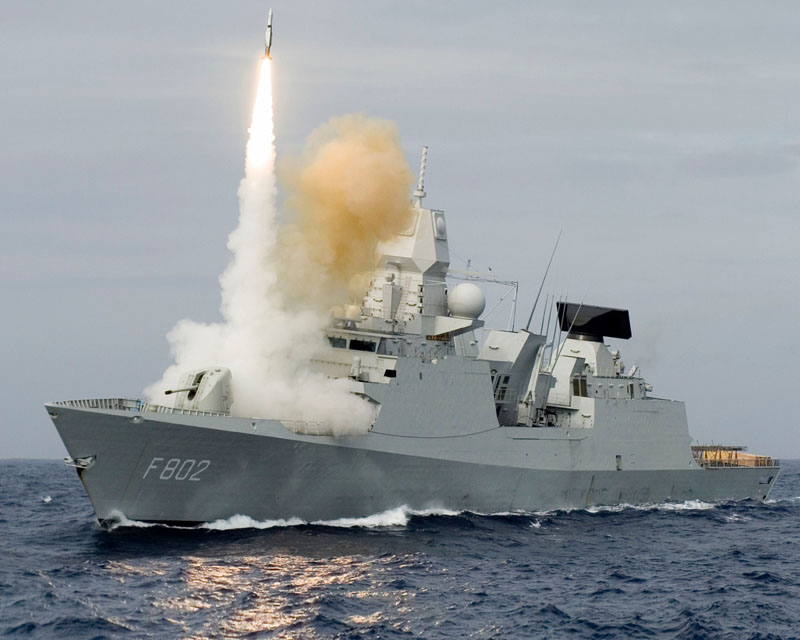
七省號發射SM-2飛彈，攝於2006年
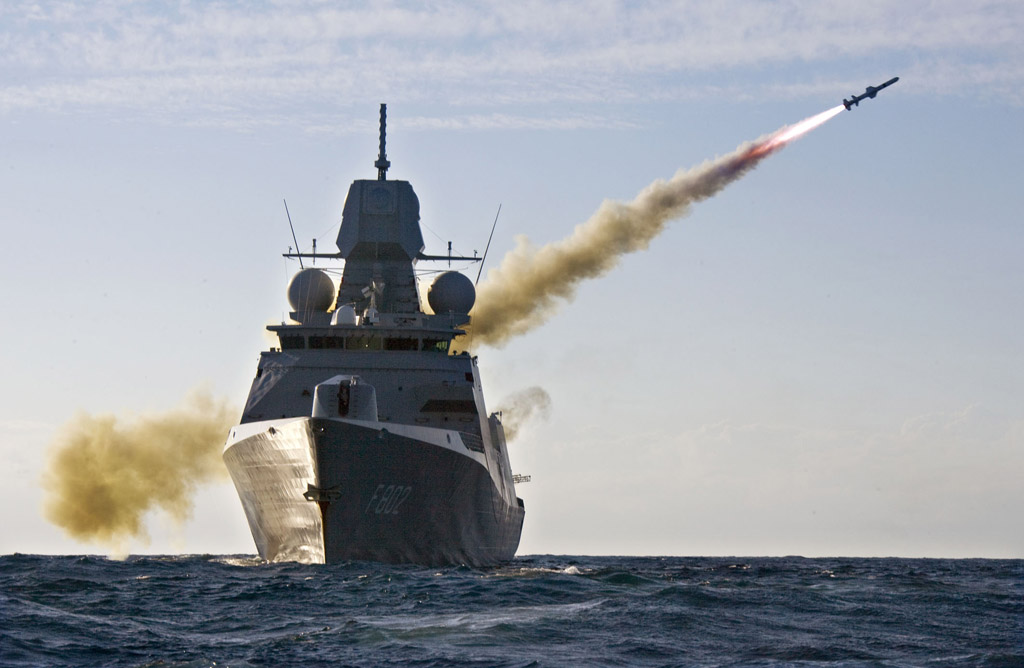
七省號發射魚叉反艦飛彈，攝於2008年
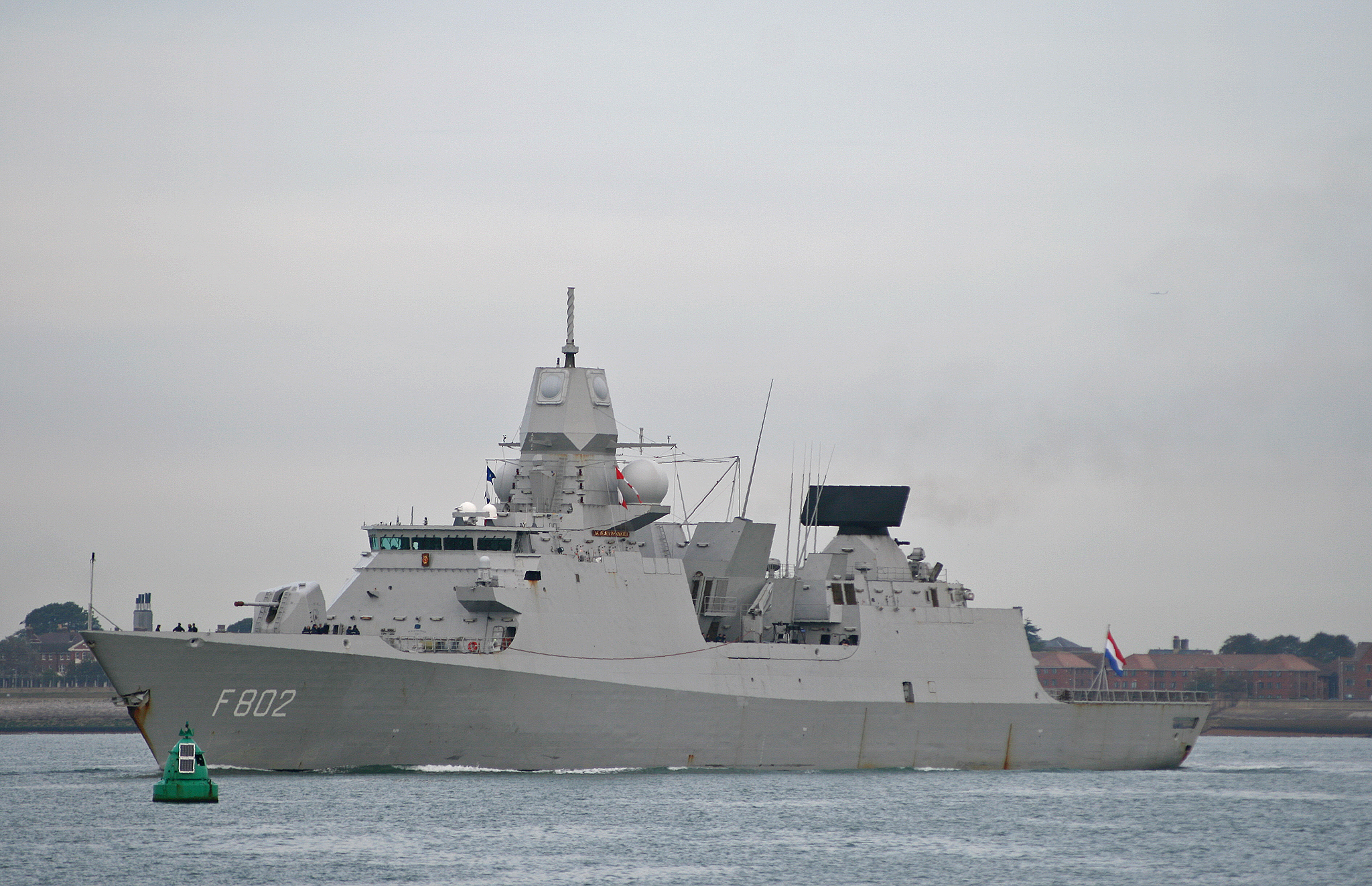
駛離英國樸次茅斯的七省號，攝於2009年
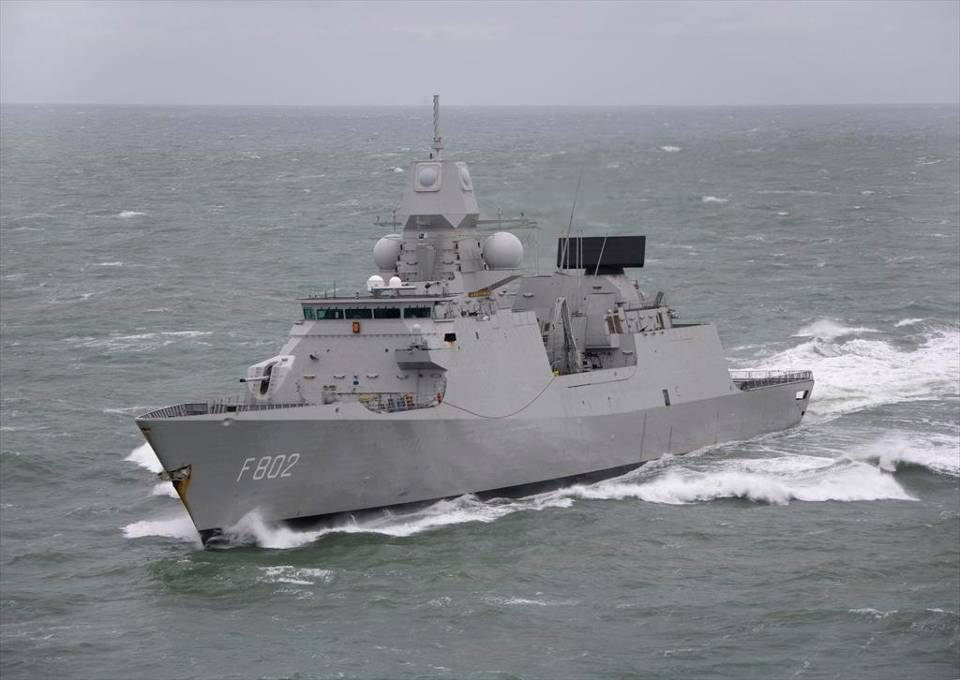
2014年於荷蘭舉行的核安全峰會期間於北海值勤的七省號
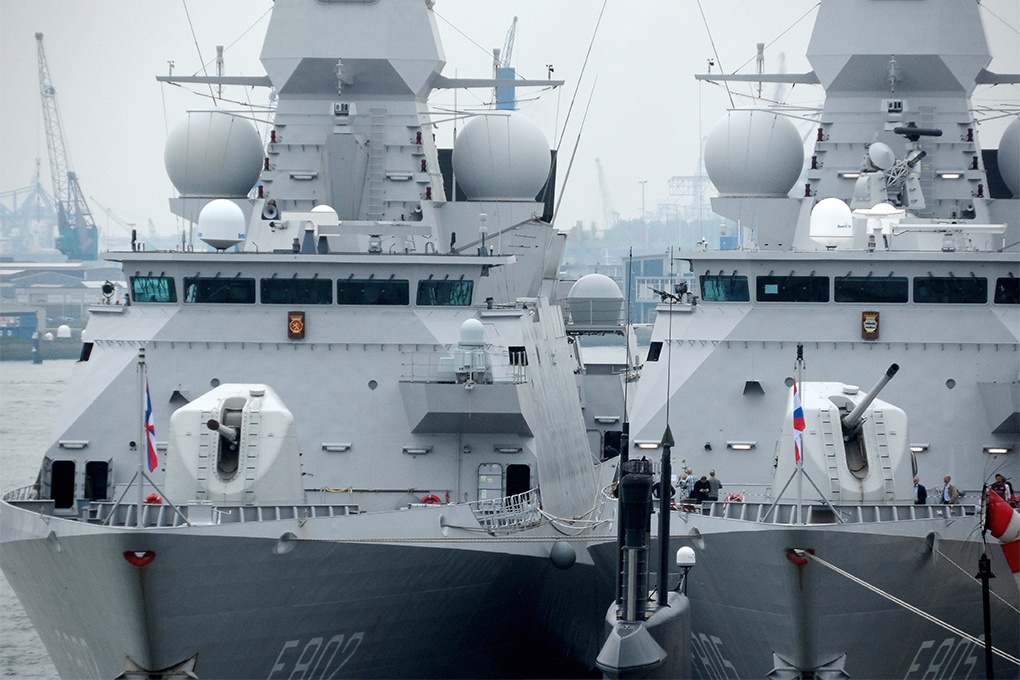
七省號（左）與同型艦埃弗森號（右，F805），攝於2014年
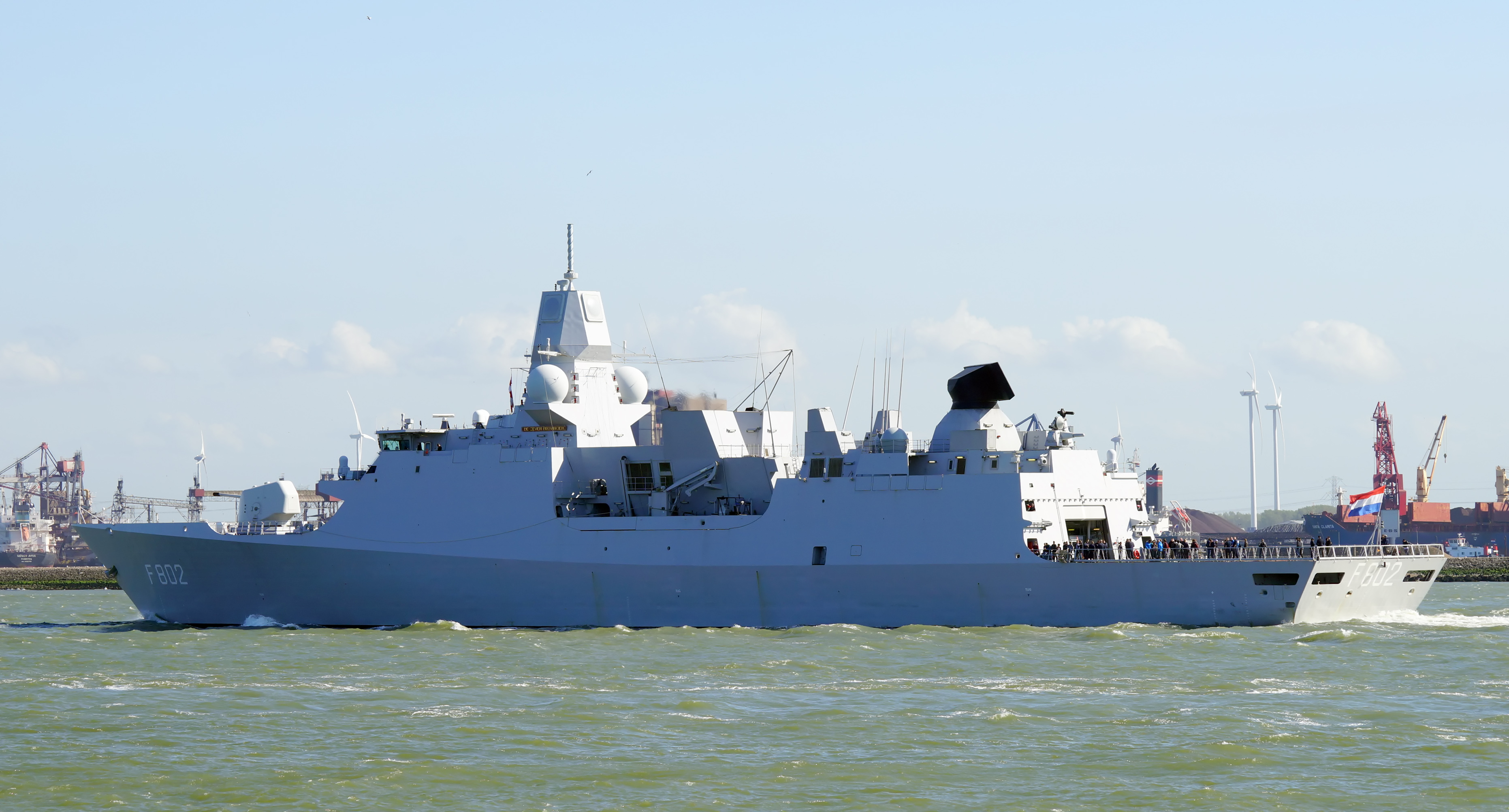
從艦艉左後看七省號，攝於2015年
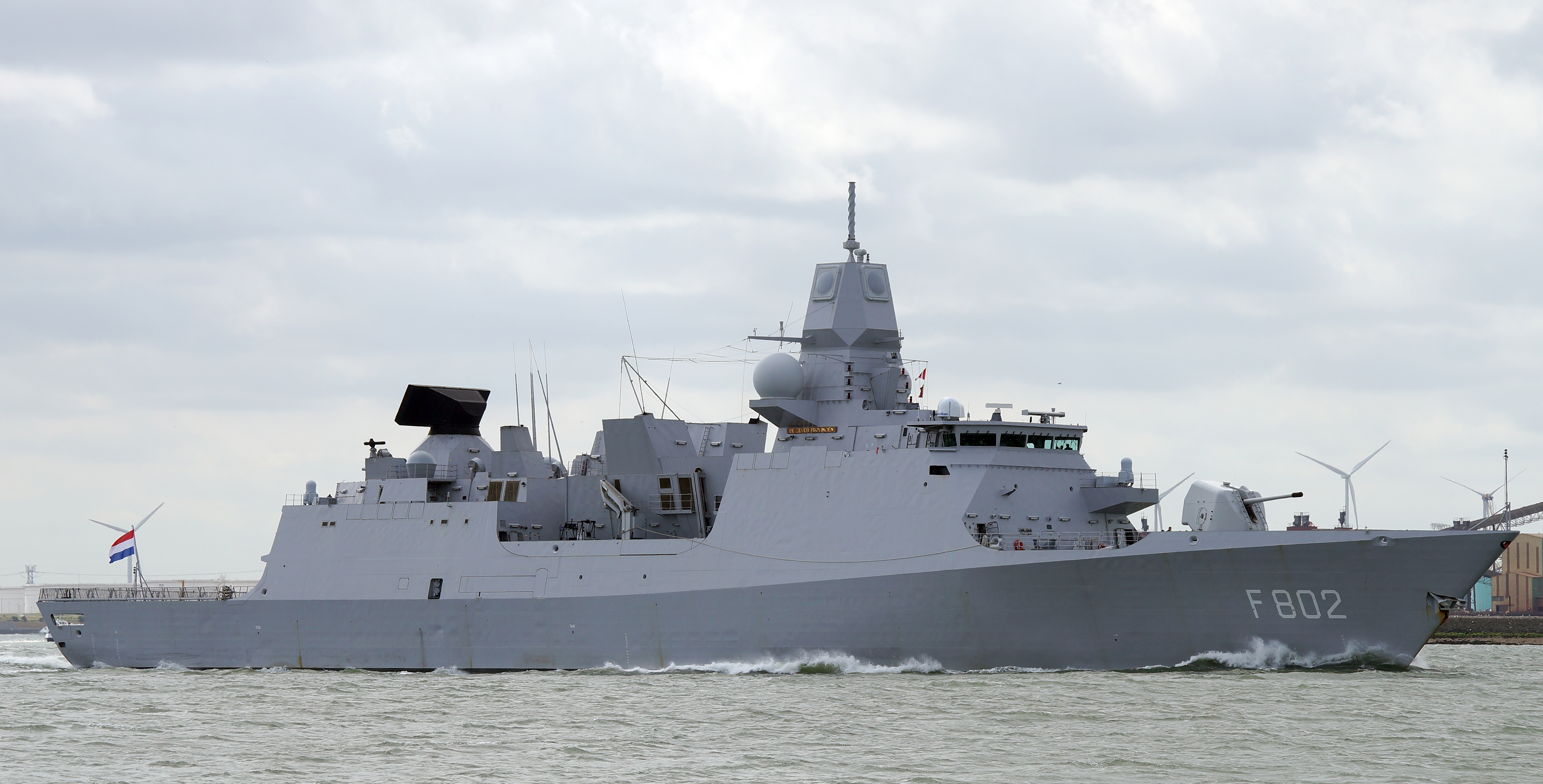
攝於2015年
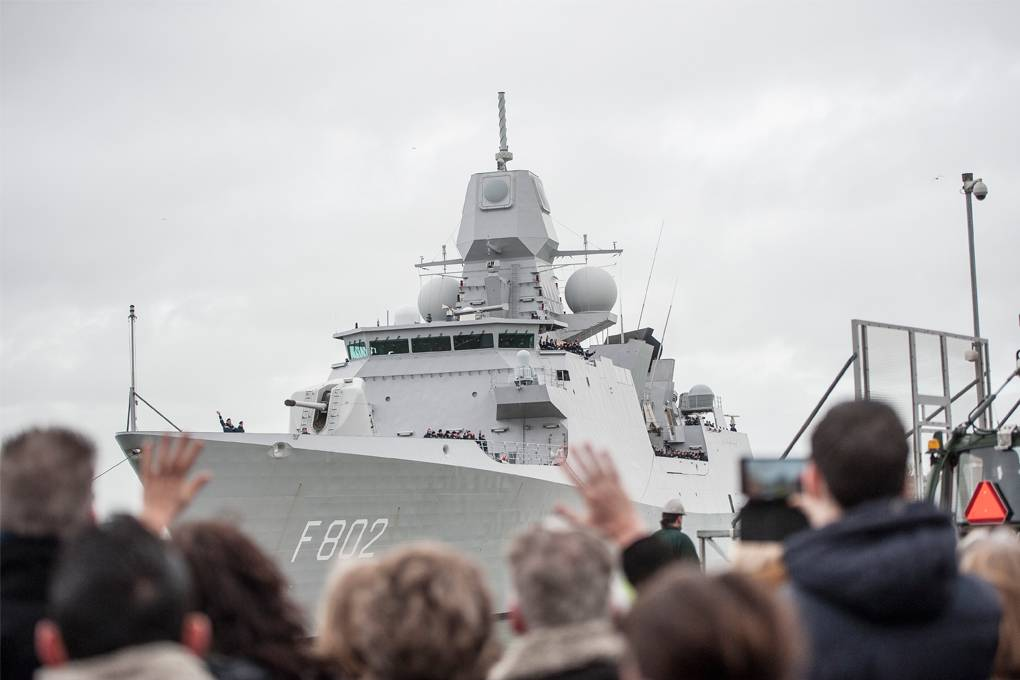
攝於2016年

### 姊妹艦
- 川普號巡防艦（英语：HNLMS Tromp (F803)）
- 德·魯伊特號巡防艦（英语：HNLMS De Ruyter (F804)）
- 埃弗森號巡防艦（英语：HNLMS Evertsen (F805)）

## 資料來源
1. ↑  Jane's International Defence Review, February 2004, "Active phased array multifunction radars go live for missile firings"
2. 1 2 3 4  Jane's Navy International, October 2005, "Live firing tests rewrite the guiding principles"
3. ↑  作者. . 蘋果日報. 2006年3月24日  [2020年3月1日] （中文）.[]
4. ↑  Martin Manaranche. . NAVALNEWS. 2020年6月10日  [2020年6月14日]. （原始内容存档于2020年6月14日） （英语）.

## 外部連結
- . naval-technology.com.   [2020-03-01]. （原始内容存档于2015-12-06）.
- . Thales Nederland. 26 April 2005  [2020-03-01]. （原始内容存档于2011-07-17）.